# ゴールド・ヒル (宝塚歌劇)
『ゴールド・ヒル』は宝塚歌劇団によって制作されたミュージカル作品。13場。月組公演。1971年12月2日から12月26日（11日・12日は愛読者大会のため公演なし）まで宝塚大劇場で公演があった。併演は『ハレルヤ』。参考文献は『宝塚60年史別冊』（ストーリーを除く）。

## ストーリー
※『宝塚100年史（舞台編）』の宝塚大劇場公演参考。
アメリカ合衆国・カリフォルニア州のゴールド・ヒルへ移住した会津の人たちの実話（若松コロニー参照）をもとに、連邦保安官のヘンリーと日本人の娘・おけいとの愛情を描く。殺人犯の日本人を追っていたヘンリーにとって、日本人は憎しみの対象であった。おけいの献身でヘンリーの心は溶かされていく……。

## スタッフ
- 作・演出：阿古健
- 作曲：高井良純
- 音楽指揮・合唱指導：十時一夫
- 振付：渡辺武雄・岡正躬・高木祥次
- 装置：黒田利邦
- 衣装：小西松茂・中川菊枝
- 照明：今井直次
- 小道具：上田特市
- 効果：扇野信夫
- 音響監督：松永浩志
- 演出助手：太田哲則・三木章雄
- 制作：平松悟

## 主な配役
- ヘンリー：古城都
- おけい：初風諄
- ジェーン：千草美景
- シュネル：美山しぐれ
- いく：御幸沙智子
- ジュリー：恵さかえ
- 国之介：大滝子
- 松乃介：榛名由梨
- 黒人の女：笹潤子
- フランシス：常花代
- エルマ：小松美保